# Cung điện ở Czernica
Cung điện ở Czernica (tiếng Ba Lan: Pałac w Czernicy) là một cung điện lâu đời có từ thế kỷ 16 tọa lạc ở làng Czernica, huyện Jeleniogórski, tỉnh Dolnośląskie, Ba Lan. Công trình kiến trúc này có tên trong danh sách di tích.

## Lịch sử
Cung điện ở Czernica được xây dựng vào năm 1543. Đây là một tòa nhà theo phong cách thời Phục hưng gồm ba gian, xung quanh có một con hào. Vào năm 1858, cung điện được xây dựng lại một lần nữa. Vào năm 1911, một tòa tháp đồ sộ có thân hình bán nguyệt và mái vòm hình nón được dựng lên ở góc Tây Bắc. Cho đến năm 1945, cung điện thuộc sở hữu của gia đình quý tộc von Klitzing. Sau đó, nơi đây được trưng dụng làm Trụ sở Cảnh sát Tỉnh. Từ năm 1992, cung điện này thuộc sở hữu tư nhân.

## Kiến trúc
Đây là một cung điện hai tầng theo thiết kế hình móng ngựa. Tòa nhà là một phần trong khu phức hợp cung điện, bao gồm: một công viên và một nhà nguyện. Toàn bộ cung điện và công viên từng trải qua một cuộc cải tạo toàn diện. Nhờ đó, nội thất bên trong cung điện trở nên lộng lẫy hơn, đặc biệt là các bức tranh trong nhà nguyện ở cung điện có từ năm 1563.